# Lada Žigo
Lada Žigo (?, ?) hrvatska je književnica. Bavi se pisanjem romana, eseja i kritika.
U romanu Iscjelitelj tematizira pojavu modernih vračeva (alternativaca) u malim mjestima u Zagori čija pojava izaziva niz događaja. Rabi posebit idiolekt često upotrebljavajući starinske gramatičke oblike kao što su aorist i imperfekt. U djelu oslikava seljake, a nasuprot njima, gradsku inteligenciju kojoj je jedina vrijednost profit.
Piše i drugim stilovima i obrađuje mnoge urbane teme današnjice kao što je borba pojedinca s lažnom demokracijom, gubitak identiteta u maloj tranzicijskoj zemlji, novinarski senzacionalizam itd.
Za roman Rulet dobila je Nagradu Europske unije za književnost 2012., a djelo je prevedeno na talijanski, španjolski, slovenski, albanski i druge jezike.